# Smedestraat 33
Smedestraat 33 és l'adreça on es troba una porta del segle xvii de Haarlem (Països Baixos) protegida com a Monument Nacional, patrimoni monumental. Originalment, es va utilitzar per obrir dues cases, tot i que actualment només n'obre una. A sobre de la porta hi ha una falsa finestra.